# Diócesis de Sekondi-Takoradi
La diócesis de Sekondi-Takoradi (en latín: Dioecesis Sekondiensis-Takoradiensis y en inglés: Roman Catholic Diocese of Sekondi-Takoradi) es una circunscripción eclesiástica de la Iglesia católica en Ghana. Se trata de una diócesis latina, sufragánea de la arquidiócesis de Cape Coast. Desde el 24 de junio de 2021 su obispo es John Baptist Attakruh.

## Territorio y organización
La diócesis tiene 15 570 km² y extiende su jurisdicción sobre los fieles católicos de rito latino residentes en la parte centro-oriental de la región Occidental.
La sede de la diócesis se encuentra en la ciudad de Sekondi-Takoradi, en donde se halla la Catedral de Nuestra Señora del Mar y la Concatedral de San Pablo.
En 2022 en la diócesis existían 70 parroquias.

## Historia
La diócesis fue erigida el 20 de noviembre de 1969 con la bula Quandoquidem del papa Pablo VI, obteniendo el territorio de la arquidiócesis de Cape Coast.
El 22 de diciembre de 1999 cedió una parte de su territorio para la erección de la diócesis de Wiawso mediante la bula Ad efficacius consulendum del papa Juan Pablo II.

## Estadísticas
Según el Anuario Pontificio 2023 la diócesis tenía a fines de 2022 un total de 490 390 fieles bautizados.
| Año                                                                             | Población            | Población | Población      | Sacerdotes | Sacerdotes    | Sacerdotes    | Bautizados por sacerdote | Diáconos permanentes | Religiosos | Religiosos | Parroquias |
| Año                                                                             | Bautizados católicos | Total     | % de católicos | Total      | Clero secular | Clero regular | Bautizados por sacerdote | Diáconos permanentes | Varones    | Mujeres    | Parroquias |
| ------------------------------------------------------------------------------- | -------------------- | --------- | -------------- | ---------- | ------------- | ------------- | ------------------------ | -------------------- | ---------- | ---------- | ---------- |
| 1970                                                                            | 171 145              | 626 155   | 27.3           | 14         |               | 14            | 12 224                   |                      | 25         | 22         | 14         |
| 1980                                                                            | 221 881              | 916 000   | 24.2           | 33         | 23            | 10            | 6723                     |                      | 20         | 18         | 14         |
| 1990                                                                            | 308 810              | 888 000   | 34.8           | 57         | 50            | 7             | 5417                     |                      | 36         | 25         | 23         |
| 1999                                                                            | 424 920              | 1 903 900 | 22.3           | 111        | 105           | 6             | 3828                     |                      | 14         | 24         | 32         |
| 2000                                                                            | 271 580              | 1 300 000 | 20.9           | 69         | 64            | 5             | 3935                     |                      | 9          | 25         | 23         |
| 2001                                                                            | 262 670              | 1 610 712 | 16.3           | 86         | 81            | 5             | 3054                     | 1                    | 10         | 25         | 26         |
| 2002                                                                            | 244 515              | 1 616 312 | 15.1           | 101        | 96            | 5             | 2420                     | 1                    | 13         | 25         | 24         |
| 2003                                                                            | 260 989              | 1 623 512 | 16.1           | 116        | 110           | 6             | 2249                     | 1                    | 14         | 28         | 29         |
| 2004                                                                            | 270 923              | 1 674 792 | 16.2           | 117        | 111           | 6             | 2315                     |                      | 13         | 29         | 29         |
| 2010                                                                            | 352 994              | 1 944 000 | 18.2           | 137        | 133           | 4             | 2576                     | 1                    | 16         | 40         | 40         |
| 2014                                                                            | 417 316              | 2 121 000 | 19.7           | 127        | 107           | 20            | 3285                     | 1                    | 34         | 38         | 46         |
| 2017                                                                            | 438 700              | 2 271 790 | 19.3           | 133        | 124           | 9             | 3298                     | 1                    | 21         | 34         | 62         |
| 2020                                                                            | 469 500              | 2 430 500 | 19.3           | 140        | 120           | 20            | 3353                     | 1                    | 35         | 28         | 65         |
| 2022                                                                            | 490 390              | 2 538 630 | 19.3           | 136        | 120           | 16            | 3605                     |                      | 28         | 30         | 70         |
| Fuente: Catholic-Hierarchy, que a su vez toma los datos del Anuario Pontificio. |                      |           |                |            |               |               |                          |                      |            |            |            |

## Episcopologio
- Joseph Amihere Essuah † (20 de noviembre de 1969-7 octubre de 1980 falleció)
- Charles Kweku Sam † (30 de noviembre de 1981-13 de enero de 1998 falleció)
- John Martin Darko † (27 de junio de 1998-14 de diciembre de 2011 renunció)
  - Sede vacante (2011-2014)[nota 1]
- John Bonaventure Kwofie, C.S.Sp. (3 de julio de 2014-2 de enero de 2019 nombrado arzobispo de Acra)[nota 2]
  - Sede vacante (2019-2021)
- John Baptist Attakruh, desde el 24 de junio de 2021[nota 3]